# 337 av. J.-C.
Cette page concerne l'année 337 av. J.-C. du calendrier julien proleptique.

## Événements
- Hiver 338-337 av. J.-C. : Philippe II de Macédoine convoque un congrès panhellénique à Corinthe qui déclare la guerre à la Perse. Il impose son hégémonie en Grèce. La paix est établie entre les cités grecques qui conservent leur autonomie et leur système sociopolitique[1]. Alliées à Philippe, elles doivent lui fournir hoplites et vaisseaux pour lutter contre les Barbares. Leur pouvoir devient cependant local et limité.

- 12 juillet (30 mai du calendrier romain) : début à Rome du consulat de Caius Sulpicius Longus et Publius Aelius Paetus[2]. Quintus Publilius Philo devient le premier préteur plébéien. Les consuls perdant du temps à soutenir les Aurunces contre une attaque des Sidicins, Caius Claudius Crassus est nommé dictateur, mais abdique[3].
- Été (date probable) : Philippe II de Macédoine prend Cléopâtre, nièce d’Attale, une femme de la noblesse macédonienne comme épouse (septièmes noces)[4]. Il pense qu'il est sage d'avoir un troisième fils, car ses deux fils précédents Alexandre et Philippe Arrhidée souffrent d'épilepsie. Cela provoque une violente dispute avec Alexandre qui prend le parti de sa mère Olympias et part provisoirement en Épire dans la famille de sa mère, puis en Illyrie. Les deux hommes se réconcilient. Quand Pixodaros, satrape de Carie, propose à Philippe de donner sa fille en mariage à son fils Philippe Arrhidée, Alexandre envoie secrètement un messager à Pixodaros pour se proposer lui-même comme époux. Apprenant les négociations engagées par Alexandre, Philippe le réprimande sévèrement puis bannit de Macédoine ses meilleurs amis (dont Néarque, Harpale et Ptolémée). Alexandre, isolé, est menacé dans ses droits à la succession. Sa mère Olympias se réfugie en Épire auprès de son frère Alexandre le Molosse. Philippe, pour se concilier les bonnes grâces du roi d’Épire, lui donne en mariage sa fille Cléopâtre, née d’Olympias (juillet 336 av. J.-C.)[5].

- Timoléon abandonne volontairement le pouvoir à Syracuse. Il meurt probablement quelques années plus tard[6].
- Début du règne en Chine du roi Huiwen, duc puis roi de Qin ; il élimine le réformateur Shang Yang mais conserve ses réformes (fin de règne en 311 av. J.-C.)[7].

## Décès en 337 av. J.-C.
- Shen Buhai, légiste chinois.